# Madagascaridia xizangensis
Madagascaridia xizangensis är en urinsektsart som beskrevs av Yin 1983. Madagascaridia xizangensis ingår i släktet Madagascaridia och familjen lönntrevfotingar. Inga underarter finns listade i Catalogue of Life.